# American Greetings
American Greetings (englisch für „Amerikanische Grüße“) ist der weltgrößte Herausgeber von Grußkarten. Das Unternehmen hat seinen Sitz in Cleveland im US-amerikanischen Bundesstaat Ohio und verkauft Grußkarten, Party-Produkte, wie zum Beispiel Geschenkpapier und Dekorationen, und elektronische Angebote, wie zum Beispiel Klingeltöne und Bilder für Handys. Neben der Marke American Greetings gehören dem Unternehmen auch die Grußkarten-Marken Carlton Cards, Tender Thoughts und Gibson.
American Greetings ist außerdem bekannt für seine Spielzeugdesign- und -lizenzierungssparte Those Characters From Cleveland. Die bekanntesten urheberrechtliche Eigentümer dieser Sparte sind Emily Erdbeer, Die Glücksbärchis, The Get Along Gang und Holly Hobbie. American Greetings besitzt außerdem Rechte an Nickelodeon-Charakteren.

## Geschichte
1906 von einem polnischen Immigranten namens Jacob Sapirstein (1885–1987) gegründet, der Karten von einer Pferdekutsche verkaufte, wurde American Greetings von Anfang an von seiner Familie geführt. Irving I. Stone (Sapirsteins ältester Sohn, der seinen Nachnamen in Stone geändert hat) füllte mit fünf Jahren Briefumschläge, mit neun Jahren führte er das Geschäft, wenn sein Vater krank war, und am Ende der High School arbeitete er ganzzeitig für das Geschäft. Ab 1958 war das Unternehmen an der Börse notiert. 1987 folgte Irving Stones Schwiegersohn Morry Weiss als CEO und 1992 als Vorsitzender, woraufhin Stone den Titel Founder-Chairman (zu deutsch „Gründer-Vorsitzender“) annahm, den vorher sein Vater innehatte. 2000 starb Stone. 2001 kaufte American Greetings die Grußkartenfirma Blue Mountain Arts für 35 Millionen US-Dollar von Excite@Home. 2003 wurden die Söhne von Morry Weiss, Zev und Jeffrey, CEO beziehungsweise Präsident. Morry Weiss blieb Vorsitzender. Anfang 2007 löste American Greetings Kellogg’s als Hauptsponsor der Dragon Tales ab. 2013 wurde das Unternehmen von der Börse genommen.

## Lizenzen
- Die Glücksbärchis
- Emily Erdbeer
- Get-Along Gang
- Holly Hobbie (original)
- Holly Hobbie & Friends
- Lady Lockenlicht
- Madballs
- Marie (Co-Produktion mit Walt Disney Television Animation, Disney besitzt die Rechte in den USA, Gemeinsam Lizenziert International mit Nickelodeon)
- Mary Oku Yummy
- My Pet Monster
- Paintbox Studios
- Peppermint Rose
- Popples
- Sugar Sonic
- Twisted Whiskers